# إليو كوستا
إليو كوستا هو سياسي إيطالي، ولد في 21 أغسطس 1940 في مايراتو في إيطاليا. نشط حزبياً في مستقل. وقد انتخب mayor of Vibo Valentia ‏ (28 مايو 2002 – 5 أبريل 2005) وانتخب mayor of Vibo Valentia ‏ (1 يونيو 2015 – 20 يناير 2019).